# Cultura de Osasco
Osasco apesar de contar com uma infinidade de equipamentos culturais de São Paulo, possui uma quantidade razoável de equipamentos voltados a cultura. Dentre eles teatros, bibliotecas, museus, casas de eventos, gastronomia regional, etc. 

## Bibliotecas
A principal biblioteca da cidade é a Biblioteca Municipal Monteiro Lobato, dentre outras há:
- Biblioteca Heitor Sinegalia

- Biblioteca Manoel Fiorita

- Biblioteca do Centro Universitário FIEO

- Biblioteca da Faculdade de Ciências da FITO[1]

## Teatro
- Teatro Municipal de Osasco

O teatro municipal é possuidor de um acervo pinacoteca,  além de abranger as peças teatrais, assume vários eventos como o Concurso Miss Osasco, eventos de portes públicos da cidade, etc. 
- Espaço Grande Otello

- Teatro do Sesi

- Escola de Artes Cesar Antonio Salvi

## Espaços culturais
- Centro de Eventos Pedro Bortoloss[2]

- Espaço Cultural Grande Otelo

## Museus
O principal museu histórico da cidade é o Museu Dimitri Sensaud de Lavaud. Antigo Chalé Brícola, foi morada do barão Dimitri Sensaud de Lavaud.
Nele se encontram objetos, filmes, documentos e obras de arte que contam um pouco da memória do município.
- Museu Afro de Osasco

## Instituição de ensino cultural
- Escola de Artes César Antonio Salvi

## Casas de eventos culturais
- Casa de Angola

- Casa do Violeiro do Brasil[3]

## Lazer e meio ambiente
O principal parque da cidade é o Parque Municipal Chico Mendes. Nele se encontram equipamentos de ginástica, parquinhos, lago com animais, o borboletário, espaços esportivos, restaurantes, etc. 
- Parque Ecológico Nelson Vilha Dias

- Parque Municipal Dionísio Alvares Mateos

- Parque Clóvis Assaf

- Parque de Lazer Antônio Temporim

- Parque Ecológico Jardim Piratininga

- Parque Ecológico Glauco Vilas Boas

- Parque Conjunto Metalúrgicos

## Esporte
A cidade é referência no volei feminino, além de contar com os times de futebol. 

### Competições esportivas
- Corrida de Santo Antônio, realizada anualmente próximo do dia em que é reverenciado o padroeiro da cidade (13 de junho) - organizada pelo Centro Universitário FIEO

- Jogos universitários

- Circuito Osasco de Corrida e Caminhada - Marketing Esportivo

- Foi a primeira cidade a ser sede do Circuito Running for Nature de Corrida e Caminhada realizado pela SportsFuse - Marketing Esportivo e Dizplay

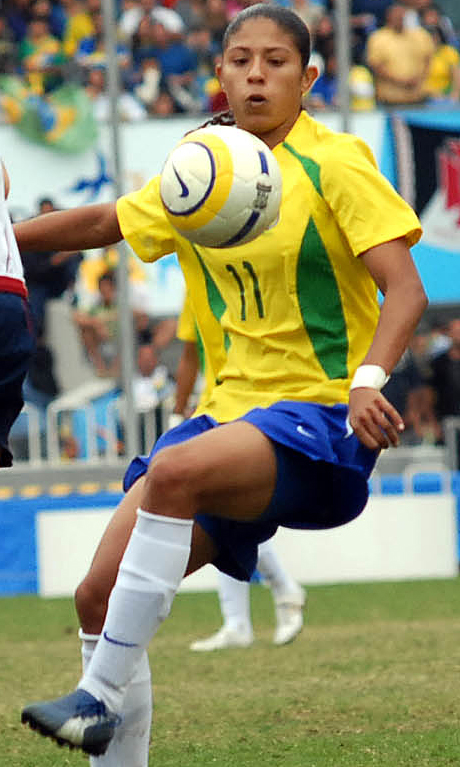
Cristiane Rozeira de Souza Silva, osasquense, é uma grande futebolista da seleção brasileira feminina de futebol.

### Clubes esportivos
- Grêmio Esportivo Osasco - GEO

- Osasco Futebol Clube

- Sollys/Osasco

- Esporte Clube Osasco

## Marchas
Todo ano a cidade realiza as marchas de Consciência Negra.